# Wapen van Heeze-Leende

Wapen van de gemeente Heeze-Leende

Het wapen van Heeze-Leende werd bij Koninklijk Besluit op 20 juli 1998 aan de gemeente Heeze-Leende toegekend. Deze gemeente was in 1997 ontstaan door samenvoeging van de gemeenten Heeze en Leende.

## Geschiedenis
Op voorstel van de Noord-Brabantse Commissie voor Wapen- en Vlaggenkunde is besloten een wapen aan te vragen dat is gebaseerd op de oude wapens van Heeze en Leende. De gemeenten hadden aan elkaar verwante wapens, waarin de drie hoorns uit het wapen van het geslacht Horne (Heeze) en de familie van Cranendonck, een zijtak van de Hornes (Leende) zijn opgenomen. Beide wapens zijn vergezeld van een boom, die waarschijnlijk duidt op de bosrijke omgeving. De ster komt ook in beide wapens voor, zij het op een andere plaats. De boom is alleen in het wapen van Heeze vanaf 1980 benoemd als eik; voorheen was de boomsoort niet aangegeven. Ook de boom in het wapen van Leende was niet benoemd, maar waarschijnlijk ging het in alle gevallen over een eik.

## Blazoen
De beschrijving van het wapen van Heeze-Leende luidt als volgt:
 In goud drie hoorns van keel, beslagen van zilver. Het schild hangende aan een snoer van keel in een ter rechterzijde ervan geplaatste eik van sinopel, waarboven rechts een hellende ster van goud.
N.B.:
- De heraldische kleuren van de wapens zijn: goud (geel), keel (rood), zilver (wit) en sinopel (groen).
- In de heraldiek zijn links en rechts gezien vanuit de persoon die achter het schild staat. Voor de toeschouwer zijn deze begrippen dus verwisseld.

## Verwante wapens
Het wapen is ontstaan uit een combinatie van onderstaande wapens:

Het wapen van Heeze (1980)
Het wapen van Leende
Het wapen van het Huis Horne